# Dolichovespula adulterina
Dolichovespula adulterina es una especie de avispa parasitaria social. D. adulterina habita en las regiones paleártica y neártica pero parasita distintas especies hospedadoras dependiendo de en que región habite. D. adulterina se alimenta de una variedad de alimentos que incluyen insectos, arañas, artrópodos, carne, moluscos, fruta, néctar y secreciones larvales. D. adulterina (de la región paleártica) es sinónimo de D. arctica (de la región Neártica). Algunos autores consideran a D. arctica, con distribución neartica, como una especie válida.

## Identificación
Las alas anteriores de las hembras miden 13.0–14.0 mm y la de los machos 10.0–12.0 mm. Por lo general, su cuerpo posee un tono marfil aunque en ocasiones puede ser amarillo claro; las subespecies amarillo claro habita en las regiones occidentales Neártica y Paleártica. Por lo general, el clípeo es alargado pero a veces es pequeño y redondo. Las hembras, casi siempre tienen una mancha negra que asemeja un disco negro mientras que los machos tienen una marca negra que se extiende hasta el margen ventral del clípeo. Los individuos melánicos tienen una mancha negra que se extiende hacia el margen dorsal. En las hembras la franja post-ocular es más estrecha que las bandas post-oculares laterales mientras que en los machos rara vez se estrecha. En ocasiones, posee pequeños puntos de tono marfil en el pronoto detrás de la fóvea pronotal. Las hembras poseen pares de manchas discales negras en el terga 5, y ocasionalmente también en los terga 3 y 4. En los machos, el tergum 6 por lo general es negro y con una fascia menos desarrollada que la del terga anterior. Además, en los machos, el tergum 7 suele ser negro y rara vez contiene dos manchas marfil.

## Ciclo de la colonia
Debido a la naturaleza parasitaria de  D. adulterina, su ciclo de vida se corresponde con el ciclo de los hospedadores que parasita.  D. adulterina invade los nidos de las especies huéspedes antes que maduren las primeras obreras y vive junto con la reina por un tiempo antes de realizar la usurpación.
En la región neártica D. adulterina parasita a D. arenaria y a D. alpicola y por lo tanto se acopla al ciclo de vida de sus colonias.

### D. arenaria
D. arenaria que habita en el noroeste de Estados Unidos comienza su colonia hacia fines de mayo. Las primeras obreras aparecen a mediados de junio. La construcción de celdillas más grandes, para reinas tiene lugar a finales de julio y la colonia finaliza su ciclo a principios de septiembre. En las regiones del sur y centro de California, está documentado que las colonias empiezan más temprano incluso a fines de marzo y terminan a fines de julio.
Las colonias de D. alpicola, no comienzan hasta fines de junio o principios de julio. Las trabajadoras emergen y comienzan a realizar sus tareas en octubre.  La actividad de los machos continúa hasta octubre.

### D. saxonica
En las regiones paleárticas, D. adulterina parasita a D. saxonica. Las colonias comienzan su ciclo a mediados de mayo. Las primeras trabajadoras salen de sus celdas a comienzos de junio y comienzan a trabajar en las celdas grandes a mediados de junio. Las reinas emergen a comienzos de julio y la colonia continua hasta pasados mediados de agosto.
Independientemente de cual sea la especie hospedadora, la reina D. adulterina invade a la colonia hospedadora alrededor del tiempo en que las primeras obreras comienzan a salir de sus celdas. La reina invasora espera aproximadamente diez días antes de matar a la reina hospedadora y empezar a poner sus huevos. Los machos emergen a fines de julio y las nuevas reinas emergen a principios de agosto. Al cabo de unos pocos días, los machos y hembras parten en sus vuelos nupciales. La colonia finaliza a mediados de agosto. La reina inquilina muere a mediados de julio, sino antes en luchas con las obreras hospedadoras. Luego que la colonia finaliza, la reina entra en hibernación en una zona protegida. Ella emerge y se alimenta de néctar y de malaxar hasta que ella intenta usurpar una colonia hospedadora. En promedio, el ciclo de la colonia para una reina parásita exitosa dura 2.8 meses.

## Biología
El principal huésped de esta especie en Europa es D. saxonica aunque también parasita a D. norwegica. D. adulterina no produce obreras, los huevos que pone en el nido hospedador producen reinas y machos que son cuidados por las obreras de la especie hospedadora.

## Comportamiento parasitario
Los insectos sociales son denominados parásitos cuando la hembra que parasita entra en el nido hospedador y toma la responsabilidad reproductora de la reina a la vez que toma el liderazgo de las obreras del nido. Dolichovespula adulterina es una especie inquilina, lo que significa que no produce obreras. Una de sus especies hospedadora es la avispa Dolichovespula norwegica, si bien algunas autoridades se resistieron a aceptar esto durante algún tiempo, la evidencia indirecta era que la presencia de D.adulterina en regiones donde no habita D saxonica pero si se encuentra su pariente D. norvegica y ello fue confirmado mediante registros directos publicados en revistas regionales. De hecho, la especie no posee trabajadoras y no construyen nidos. En lugar de ello, utiliza el nido hospedador y sus trabajadoras para la crianza de su descendencia.
Diferentes inquilinos utilizan tácticas diferentes para invadir y controlar los nidos. D. adulterina desarrolla un comportamiento más pasivo al invadir los nidos de D. arenaria. Ello lo realiza mediante el uso de una actitud sumisa mientras ataca el nido.  No solo ello, D. adulterina convive durante un tiempo con la reina hospedadora antes de intentar matarla. Ello se diferencia del comportamiento de otras especies inquilinas tales como V. austriaca quienes atacan a la reina del nido inmediatamente. Durante el tiempo que permanece en el nido, D. adulterina es un miembro activo de la colonia, alimentando a las larvas y ayudando a construir partes del nido. Se ha observado que las obreras de la especie hospedadora interactúan con la D. adulterina, lo que sugiere que la especie parásita puede emitir una sustancia química que hace que el hospedador no lo rechace. La existencia de este mecanismo justifica la existencia de una glándula de Dufour de mayor tamaño comparada con la de otras especies de vespine. El tiempo cuando se produce la invasión depende de la especie. D. adulterina invade el nido de la especie hospedadora antes de que las primeras obreras aparezcan mientras que Vespula austriaca invade luego de que emergen de sus celdas la primera camada de trabajadoras.
Trofalaxis es un proceso común entre las avispas, mediante el cual un miembro le transfiere comida a otro miembro de boca a boca. Los miembros del nido anfitrión son los responsables de alimentar a las larvas parásitas de D. adulterina .

## Picadura
A causa de su naturaleza parasitaria, D. adulterina posee un aguijón modificado que satisface sus necesidades. Un análisis de los especímenes hembras permitió determinar que su capacidad para el combate era mayor que la del promedio de las especies hospedadoras. La cutícula del aguijón es más gruesa que el promedio y es curva. Estas modificaciones le permiten a D. adulterina penetrar de manera más efectiva las membranas intersegmentales de la víctima. D. adulterina  también se encuentra mejor equipada para defenderse. Los escleritos abdominales se encuentran más juntos, dejando un espacio menor por el cual pudieran penetrar aguijones.

## Regla de Emery
Vespula austriaca, D. arctica, D. adulterina y D. omissa son las únicas especies de avispas que presentan inquilinismo. Todas estas especies cumplen con la regla de Emery que dice que un parásito estará más emparentado con su hospedador que con cualquier otra especie. Se ha determinado que en las colonias hospedadoras, las reinas de D. adulterina poseen un control alomonal  sobre las avispas obreras. Mientras que D. adulterina es capaz de coexistir cómodamente con sus hospedador, no se integra tan bien como lo hacen las especies inquilinas de hormigas. A causa de su habilidad limitada las avispas inquilinas solo son capaces de parasitar otras especies que viven en colonias pequeñas y que poseen ciclos cortos.